# بوب مورتون (لاعب كرة قدم مواليد 1906)
بوب مورتون (بالإنجليزية: Bob Morton)‏ (3 مارس 1906 في المملكة المتحدة - 1 أبريل 1990 في المملكة المتحدة) هو لاعب كرة قدم بريطاني (وحمل سابقاً جنسية المملكة المتحدة لبريطانيا العظمى وأيرلندا) في مركز جناح ‏. لعب مع بورت فايل ونادي بارنسلي ونوتينغهام فورست وBedlington United A.F.C. ‏ ونادي أشينغتون ‏ وNewark Town F.C. ‏ ونادي برادفورد بارك أفنيو.